# Silsbee (Teksas)
Silsbee je grad u američkoj saveznoj državi Teksas. Prema popisu stanovništva iz 2010. u njemu je živjelo 6.611 stanovnika.